# أغيوس ستيفانوس
أييوس ستيفانوس (Άγιος Στέφανος) هي مدينة في إقليم أتيكا في اليونان.
يبلغ عدد سكانها حوالي 13245 نسمة.